# Carl Thackery
Carl Thackery (14 oktober 1962) is een voormalige Britse atleet, die zich had toegelegd op de lange afstand.

## Loopbaan
In 1993 veroverde Thackery een bronzen medaille op het WK halve marathon in Brussel met een tijd van 1:01.13, op slechts zeven seconden afstand van Vincent Rousseau (goud) en drie seconden van Steve Moneghetti (zilver).
Thackery geniet ook in Nederland bekendheid door zijn overwinning op de Zevenheuvelenloop in 1992 in 43.54 en in 1985 zijn zege op de City-Pier-City Loop in 1:02.11. Hij vestigde Britse records op de 20.000 m, de uurloop en de Ekiden.
Thackery was een fulltime atleet tot 1999. Toen werden de voortdurende wedstrijddruk en de dagelijkse trainingen hem te veel en besloot hij om zijn carrière buiten de sport voort te zetten. Hij volgde een opleiding in de sociale zorg, werkte met autistische mensen en mensen met leerafwijkingen en keek nooit meer terug op zijn atletiekverleden.
Merkwaardig genoeg kwam zijn interesse in het lopen in 2007 weer bovendrijven door zijn banden met de liefdadigheidsinstelling United Response. "Ik begon twee jaar geleden voor ze te werken en zij haalden mij over om te gaan hardlopen voor hun activiteiten op liefdadigheidsgebied. Ik geniet nu van het hardlopen en laat de dingen maar op me afkomen, zonder voor mijzelf doelen te stellen en mezelf onder druk te zetten", aldus Carl Thackery in mei 2009.

## Titels
- Brits (AAA-)kampioen 10.000 m - 1991

## Persoonlijke records
Baan
| Onderdeel | Prestatie     | Datum         | Plaats    |
| --------- | ------------- | ------------- | --------- |
| 10.000 m  | 27.59,04      | 16 juli 1987  | Parijs    |
| 20.000 m  | 57.28,70 (NR) | 31 maart 1990 | La Flèche |
| 1 uur     | 20,855 m (NR) | 31 maart 1990 | La Flèche |

Weg
| Onderdeel      | Prestatie | Datum             | Plaats        |
| -------------- | --------- | ----------------- | ------------- |
| halve marathon | 1:01.59   | 20 september 1992 | South Shields |
| marathon       | 2:12.37   | 25 oktober 1992   | Carpi         |

## Palmares

### 10.000 m
- 1985:  Britse (AAA-)kamp. - 28.54,90
- 1987:  Britse (GB-)kamp. - 28.25,17
- 1991:  Britse (AAA-)kamp. - 28.37,52
- 1998:  Britse (AAA-)kamp. - 28.52,71

### 15 km
- 1992:  Zevenheuvelenloop - 43.54
- 1993: 9e Zevenheuvelenloop - 44.35

### halve marathon
- 1985:  City-Pier-City Loop - 1:02.11
- 1992: 16e WK in South Shields - 1:01.59
- 1993:  WK in Brussel - 1:01.13

### veldlopen
- 1987: 20e WK veldlopen (lange afstand) - 37.25